# Jan Wincenty Bandtkie

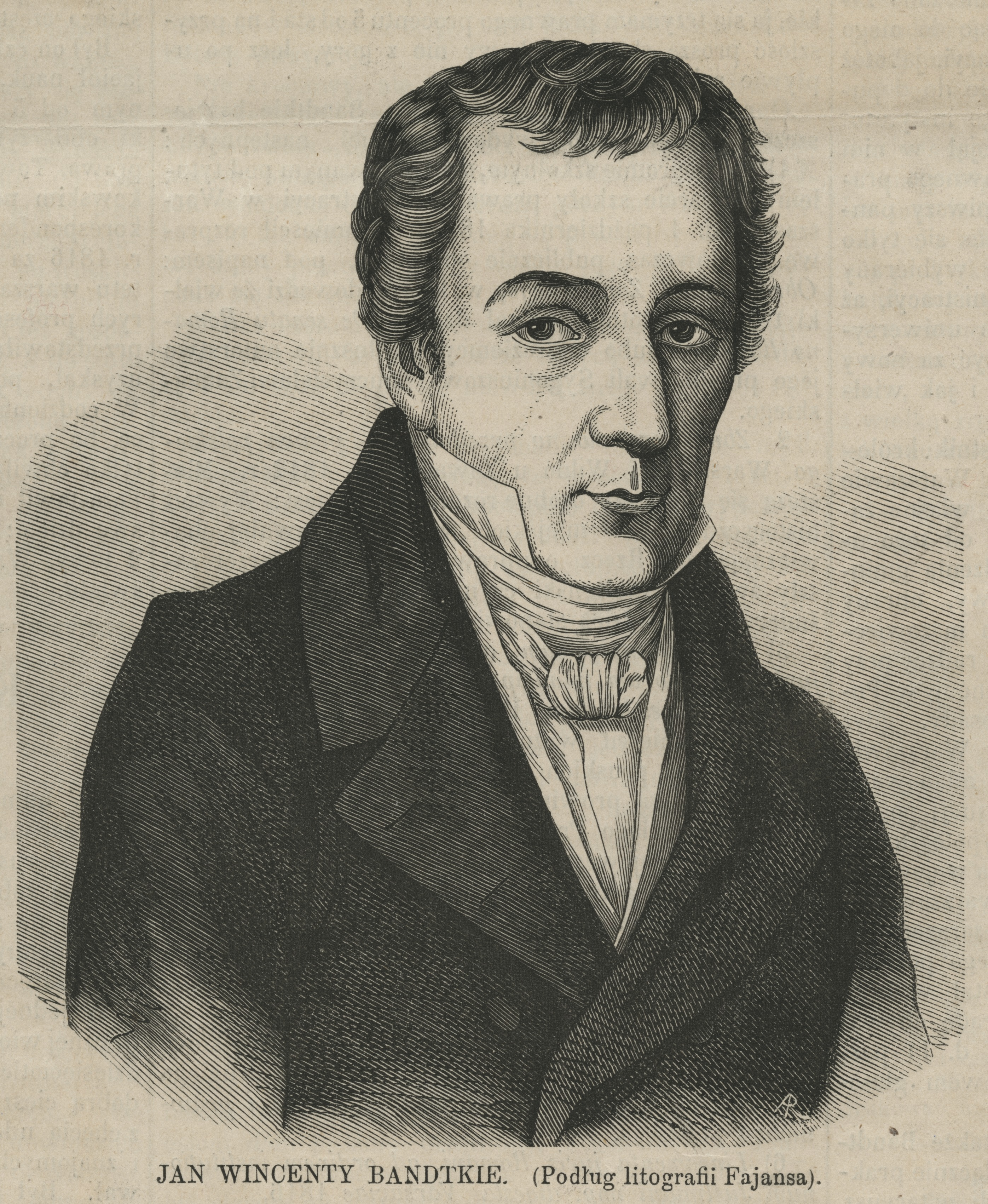

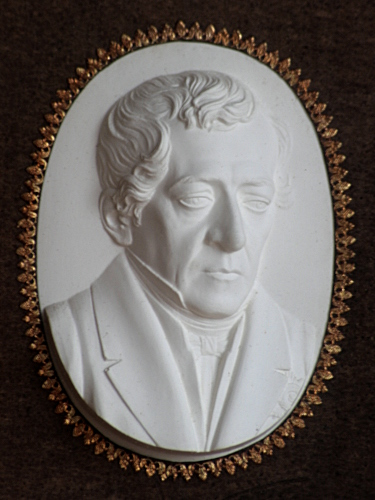
Jan Wincenty Bandtkie-Stężyński.

Jan Wincenty Bandtkie-Stężyński, född 14 juli 1783 i Lublin, död 7 februari 1846 i Warszawa, var en polsk rättshistoriker. Han var bror till Jerzy Samuel Bandtkie.
Bandtkie var professor vid universitetet i Warszawa och utmärkte sig genom flera förtjänstfulla arbeten i polsk rätt, bland annat Jus polonicum, en samling av gamla polska lagar (1831) och Historya prawa polskiego ("Polsk rättshistoria", 1850).